# Зеленець (селище, Ленінградська область)
Зеленець (рос. Зеленец) — селище у Волховському районі Ленінградської області Російської Федерації.
Населення становить 69 осіб. Належить до муніципального утворення Усадищенське сільське поселення.

## Історія
Згідно із законом № 56-оз від 6 вересня 2004 року належить до муніципального утворення Усадищенське сільське поселення.

## Населення
| 1862 | 1997 | 2007 | 2010 | 2017 |
| ---- | ---- | ---- | ---- | ---- |
| 72   | ↗112 | ↘59  | ↘44  | ↗69  |